# Preben Elkjær Larsen
Preben Elkjær Larsen (* 11. September 1957 in Kopenhagen) ist ein ehemaliger dänischer Fußballspieler.
Elkjær Larsen war Stürmer und gehörte neben Spielern wie Søren Lerby, Michael Laudrup oder Morten Olsen der dänischen Fußballgeneration an, die durch spektakulären Angriffsfußball in den 1980er Jahren auf sich aufmerksam machte. Insbesondere bestach er durch seine Schnelligkeit und seinen Kampfeswillen.

## Karriere als Spieler

### Verein
Er begann seine Karriere 1976 bei Vanløse IF. Durch gute Leistungen bei der U18-Europameisterschaft 1976 wurde der 1. FC Köln auf den damals als Lagerarbeiter beruflich tätigen Elkjær Larsen aufmerksam, er wechselte im Winter 1977 zu den Rheinländern. Mit den Kölnern gewann er 1978 das Double, bestehend aus der deutschen Meisterschaft und dem DFB-Pokal. Allerdings konnte er sich bei den Rheinländern nicht durchsetzen und kam in eineinhalb Jahren nur zu neun Einsätzen und einem Tor. Er wechselte daraufhin zum belgischen Erstligisten SC Lokeren, wo ihm dann der Durchbruch gelang. In sechs Jahren machte er 190 Spiele und schoss 98 Tore. Nach der Europameisterschaft 1984 wechselte er zum italienischen Erstligisten Hellas Verona. Mit Hans-Peter Briegel gewann er im ersten Jahr die italienische Meisterschaft. In seinen vier Jahren in Italien machte er 91 Spiele und kam auf 32 Tore. 1988 kehrte er nach Dänemark zurück und spielte zwei Jahre bei Vejle BK, ehe er 1990 seine Karriere beendete.

### Nationalmannschaft
Sein erstes Länderspiel für Dänemark absolvierte Larsen am 22. Juni 1977 gegen Finnland. Dabei stand er in der Startelf. Durch die Tatsache, dass er in Köln nur Ergänzungsspieler war, dauerte es bis Mai 1978 bis zu seinem zweiten Länderspiel. Nach seinem Wechsel nach Belgien, wurde er dann Stammspieler in der Nationalelf. Unter dem deutschen Nationaltrainer Sepp Piontek qualifizierte sich Preben Elkjær für die EM 1984 in Frankreich. Dänemark hatte die Qualifikationsgruppe als Sieger vor England beendet und Larsen war mit vier Treffern einer der dänischen Leistungsträger gewesen. In Frankreich kämpfte sich die dänische Mannschaft bis ins Halbfinale. Larsen hatte mit zwei Treffern Anteil an den zwei dänischen Siegen in der Vorrunde gehabt. Gegen Halbfinal-Gegner Spanien erreichte die Mannschaft das Elfmeterschießen, in dem allerdings Larsen zur tragischen Figur wurde. Er verschoss den letzten entscheidenden Elfmeter, wodurch Dänemark ausschied. Aufgrund seiner starken Leistung im Turnier wurde Larsen hinter Platini und Tigana auf den dritten Platz des besten europäischen Fußballers des Jahres 1984 gewählt.
Bei der zwei Jahre später stattfindenden WM in Mexiko erreichte Larsen mit Dänemark das Achtelfinale. Dänemark gewann alle Spiele und zog als beste Vorrundenmannschaft mit 9:1 Toren in das Achtelfinale ein. Larsen schoss vier Tore. Im Achtelfinale war dann auch Schluss: Spanien siegte mit 5:1. Larsen wurde aufgrund seiner Leistungen in der Vorrunde hinter Diego Maradona und Toni Schumacher zum drittbesten Spieler der WM 1986 gewählt. Auch bei der EM 1988 in Deutschland war er mit der Nationalmannschaft mit von der Partie. Dort schieden die Skandinavier allerdings schon nach der Gruppenphase aus. Im zweiten Gruppenspiel gab es auch eine 0:2-Niederlage gegen Deutschland. Das war Larsens 69. und letztes Länderspiel. Er trat nach dem Turnier aus der Nationalmannschaft zurück.

## Karriere als Trainer

### Silkeborg IF
Von 1995 bis 1996 war er Trainer bei Silkeborg IF.

## Überblick

### Vereine
- bis 1976 Vanløse IF
- 1976–1978 1. FC Köln
- 1978–1984 SC Lokeren
- 1984–1988 Hellas Verona
- 1988–1990 Vejle BK

### Statistik
- Superliga
  - 15 Spiele; 7 Tore Vanlose
  - 45 Spiele; 12 Tore Vejle
- Erste Division
  - 190 Spiele; 98 Tore
- Serie A
  - 91 Spiele; 32 Tore
- 1. Bundesliga
  - 9 Spiele; 1 Tor

### Erfolge
- 1977 DFB-Pokal-Sieger
- 1978 Deutscher Meister
- 1978 DFB-Pokal-Sieger
- 1985 Italienischer Meister

## Ehrungen
- Fußballer des Jahres in Dänemark 1984
- Dritter Platz bei der Wahl zu Europas Fußballer des Jahres 1984
- Zweiter Platz bei der Wahl zu Europas Fußballer des Jahres 1985
- Dritter Platz bei der Wahl zum besten Spieler der WM 1986
- Mitglied in der Hall of Fame des dänischen Sports seit 1999

## Sonstiges
Larsen verschaffte sich durch sein lockeres Auftreten außerhalb des Fußballplatzes viele Sympathien. Larsen war notorischer Kettenraucher, Liebhaber schneller Autos und für seinen Fahrstil berühmt und berüchtigt. So ist eine Anekdote verbreitet, wonach sich Larsen beim Wechsel Hans-Peter Briegels zu Hellas Verona anbot, ihm mit dem Wagen die Stadt zu zeigen. Briegels Kommentar nach der Fahrt: „Ich bin froh, dass ich mit dem Leben davon kam.“ Nicht von ungefähr hat Larsen den Spitznamen „Crazy Horse“.
Zu seiner Kölner Zeit zog der Däne durch Ausflüge ins Nachtleben den Ärger von Trainer Hennes Weisweiler auf sich. Weisweiler hielt ihm vor, eines Nachts um 1 Uhr mit einer Flasche Whiskey in einer Diskothek gesehen worden zu sein. Eigener Aussage nach entgegnete Elkjær Larsen darauf: „Alles Lüge! Es war vier Uhr morgens, und ich hatte in jeder Hand eine Flasche.“ Im Film „Das Double - 1977/78“ gab der Däne preis, dass Weisweiler ihn eines Tages in sein Büro gerufen habe und ihm berichtete, von Freunden erfahren zu haben, dass Elkjær Larsen nachts mit zwei Frauen und einer Flasche Whiskey gesehen worden sei. „Das ist nicht wahr, Herr Weisweiler. Das war kein Whiskey, das war Wodka“, habe er geantwortet, so Elkjær Larsen.